# Дьомін Сергій Петрович
Сергі́й Петро́вич Дьо́мін (нар. 5 липня 1956, Таганрог) — український співак (баритон) і педагог, народний артист України (2016). Член Національної всеукраїнської музичної спілки (1990).

## Життєпис
1977 — закінчив Кіровоградський педагогічний інститут (клас диригування В. Воловенка, клас скрипки В. Соловйова).
1977—1981 — працював вчителем.
1981—1988 — артист-інструменталіст ансамблю «Контакт» Кіровоградської філармонії.
1987—2002 — художній керівник, а з 2003 року — соліст цієї філармонії.
2002 року разом з братом Костянтином на міжнародному фестивалі родинної творчості «Мелодія двох сердець» Сергій Петрович отримав диплом І ступеня.
З 2002 року — доцент кафедри хорового диригування та методики музичного виховання Кіровоградського педагогічного університету (нині — Центральноукраїнський державний педагогічний університет імені Володимира Винниченка), згодом — завідувач секції постановки голосу та сольного співу кафедри вокально-хорових дисциплін та методики музичного виховання.
З сольними концертами виступав у Києві (2001), Асмарі (Еритрея, 2003), Кропивницькому (2004).
Його репертуар складають пісні О. Аляб'єва, О. Білаша, П. Булахова, В. Верменича, І. Дунаєвського, В. Ліпатова, П. Майбороди, С. Сабадаша та ін.
Є співавтором буклету «Кіровоградська обласна філармонія» (1999 рік).

## Визнання
- 2002 — заслужений артист України
- 2009 — орден «За заслуги» III ступеня
- 2016 — народний артист України[2]